# Pilgrimmen
Pilgrimmen (originaltitel The Pilgrim) er en amerikansk stumfilm fra 1923 af Charlie Chaplin.

## Medvirkende
- Charlie Chaplin som Lefty Lombard
- Edna Purviance som Miss Brown
- Sydney Chaplin som Eloper
- Mack Swain som Jones
- Loyal Underwood
- Dean Riesner
- Charles Reisner som Howard Huntington